# Louis von Moltke

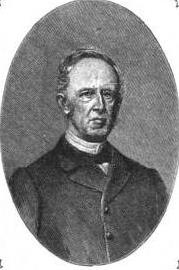
Louis von Moltke

Louis von Moltke, eigentlich Ludwig Carl Friedrich Wilhelm von Moltke (* 24. Dezember 1805 in Lübeck; † 2. August 1889 in Ratzeburg) war ein dänisch-deutscher Verwaltungsjurist und Regierungsrat im Herzogtum Sachsen-Lauenburg.

## Leben
Louis von Moltke stammte aus dem alten, ursprünglich mecklenburgischen Adelsgeschlecht von Moltke. Er war der Sohn des späteren dänischen Generalleutnants Friedrich Philipp Victor von Moltke (1768–1845) und dessen Ehefrau Henriette Sophie, geborene Paschen (1776–1837). 1801 bis 1803 lebte die Familie auf Gut Gnewitz und zog dann nach Lübeck, wo Louis geboren wurde. Nachdem der Vater 1806 in den dänischen Militärdienst getreten war, zog die Familie nach Dänemark. Der spätere preußische Generalstabschef Helmuth Karl Bernhard (1800–1891) war sein älterer Bruder, ebenso Adolf (1804–1871), der Vater von Helmuth Johannes Ludwig von Moltke (1848–1916). Der Widerstandskämpfer Helmuth James Graf von Moltke war sein Urgroßneffe.

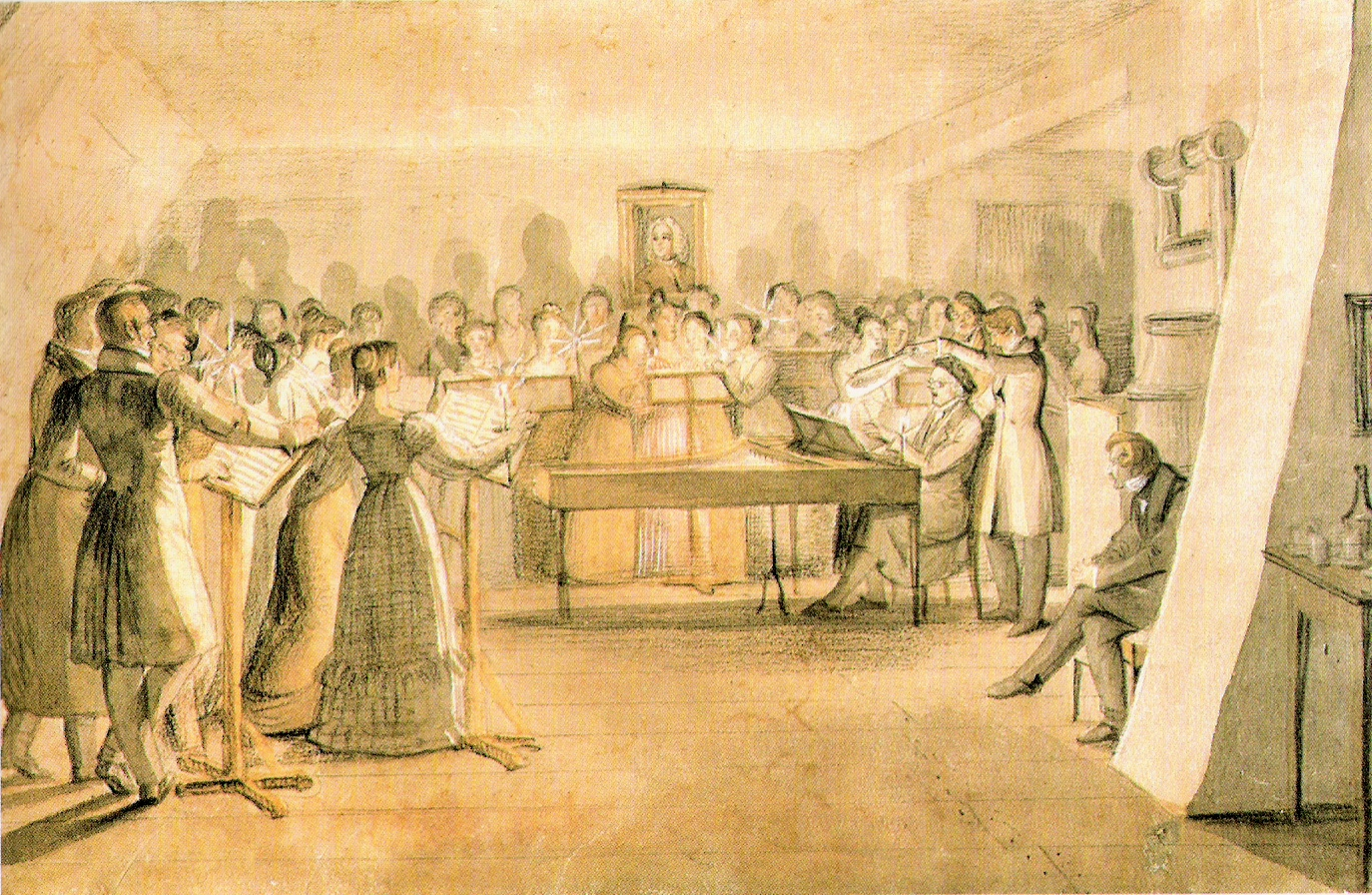
Chorprobe bei Anton Friedrich Thibaut

Im Alter von 14 Jahren kam er zur Familie Ballhorn in Berlin, wurde von Friedrich Schleiermacher konfirmiert, und besuchte das Friedrich-Wilhelms-Gymnasium (Berlin) bis zum Abitur 1826. Er studierte Rechtswissenschaften an den Universitäten Kiel und ab 1827 Heidelberg. Louis von Moltke war musikalisch sehr begabt und nahm in Heidelberg, ebenso wie Robert Schumann, regelmäßig an musikalischen Soireen im Hause von Anton Friedrich Justus Thibaut teil. 1831 bestand er sein Examen vor dem Obergericht Gottorf, trat in den dänischen Justizdienst der Herzogtümer ein und wirkte zunächst am Obergericht in Gottorf, dann in der Regierung der Herzogtümer in Schleswig und kurzzeitig in der Rentekammer in Kopenhagen.
1841 wurde er zum Amtmann und Landvogt für Fehmarn mit Sitz in Burg auf Fehmarn ernannt. In der Schleswig-Holsteinischen Erhebung wurde er 1850 abberufen und erhielt erst 1853 eine neue Berufung als Zweiter Rat bei der Regierung des seit 1815 mit Dänemark in Personalunion verbundenen Herzogtums Lauenburg in Ratzeburg. Er behielt diese Stellung auch während der Bundesexekution gegen die Herzogtümer Holstein und Lauenburg von 1863, dem Deutsch-Dänischen Krieg und der Übergabe an Preußen in Folge der Gasteiner Konvention. 1865 gehörte er zur Delegation, die König Wilhelm I. als neuen Landesherrn an der Grenze in Büchen willkommen hieß und zur Huldigung der lauenburgischen Landstände nach Ratzeburg begleitete.
Kurz nach dem Ausscheiden seines Vorgesetzten Ludwig Ferdinand Graf von Kielmannsegg bat er 1868 aus Gesundheitsgründen um seine Pensionierung.
Seit 1838 war er mit Juliane Marie (Mie), geb. von Krogh (1807–1866) verheiratet, einer Tochter des königlichen Oberforstmeisters für das Königreich und die Herzogtümer Fritz Ferdinand von Krogh (1780–1844).

## Auszeichnungen
- Titel Kammerherr 1860
- Dannebrogorden, Ritter[3]
- Königlicher Kronen-Orden (Preußen) 3. Klasse
- Hausorden der Wendischen Krone, Komtur